# 戴维·查普曼
戴维·查普曼（英語：David Chapman，1965年3月22日—），澳大利亚男子射击运动员。他曾代表澳大利亚参加2006年、2010年和2014年英联邦运动会射击比赛，获得一枚金牌、一枚银牌和一枚铜牌。他也曾参加2000年、2012年和2016年夏季奥运会。